# 3e division (Reichswehr)
Pour les articles homonymes, voir 3e division.
La 3e division (en allemand : 3. Division) est une des divisions d'infanterie de la Reichswehr de la République de Weimar dans la période entre-deux-guerres, disparue en octobre 1934.

## Création
Dans l'ordonnance du 31 juillet 1920 pour la réduction de l'armée (pour se conformer à la limite supérieure de la taille de l'armée contenue dans le traité de Versailles), il a été déterminé que, dans tous les Wehrkreis (district militaire), une division serait établie le 1er octobre 1920.
La 3e division a été créée en janvier 1921 à partir des Reichswehr-Brigaden 3, 6 et 15, faisant tous partie de l'ancienne Übergangsheer (Armée de transition).
La Division se compose de:
- trois régiments d'infanterie,
- un régiment d'artillerie,
- un bataillon du génie,
- un bataillon des transmissions,
- un bataillon de transport
- un bataillon médical.

L'unité a cessé d'exister en tant que telle, fin octobre 1934, et ses unités subordonnées ont été transférées à l'une des 21 divisions nouvellement créées cette année-là.

## Commandants
Le commandant de la Wehrkreis III (Wehrkreiskommando) était en même temps le commandant de la 3e division.
| Grade                  | Nom                         | Début            | Fin              |
| ---------------------- | --------------------------- | ---------------- | ---------------- |
| General der Artillerie | Hermann Rumschöttel         | 1er octobre 1920 | 16 juin 1921     |
| General der Infanterie | Richard von Berendt         | 16 juin 1921     | 3 août 1921      |
| General der Kavallerie | Rudolf von Horn             | 3 août 1921      | 31 janvier 1926  |
| General der Infanterie | Otto Hasse                  | 1er février 1926 | 1er avril 1929   |
| General der Infanterie | Rudolf Schniewindt          | 1er avril 1929   | 1er octobre 1929 |
| General der Infanterie | Joachim von Stülpnagel      | 1er octobre 1929 | 1er février 1932 |
| General der Infanterie | Gerd von Rundstedt          | 1er février 1932 | 1er octobre 1932 |
| Generalleutnant        | Werner Freiherr von Fritsch | 1er octobre 1932 | 1er février 1934 |

## Garnisons
L'état-major de la division est basé à Berlin.

## Organisation

### Subordination
La 3e division est rattachée au Gruppenkommando 1 / Wehrkreiskommando III

### Ordre de bataille
- Infanterieführer III
  - 7.(Preußisches) Infanterie-Regiment
  - 8.(Preußisches) Infanterie-Regiment
  - 9.(Preußisches) Infanterie-Regiment
- Artillerieführer III
  - 3.(Preußisches) Artillerie-Regiment
- Pionier-Bataillon 3
- Nachrichten-Bataillon 3
- Kraftfahr-Abteilung 3
- Sanitäts-Abteilung 3

## Annexe